# Przywracanie systemu
Przywracanie systemu (ang. System restore) – komponent systemów operacyjnych Windows Me, Windows XP, Windows Vista, Windows 7, Windows 8 oraz Windows 10, a także Windows 11.
Przywracanie systemu przywraca pliki systemowe, poprzednie ustawienia, zainstalowane programy itp. Nie przywraca natomiast plików użytkownika (np. dokumentów, wiadomości e-mail, obrazów).
System Windows Server 2003 nie posiada wbudowanego przywracania systemu.
Użytkownik sam może tworzyć punkty przywracania, jednak system Windows automatycznie tworzy punkty przywracania w następujących sytuacjach:
- przed instalacją większości nowych programów (instalacja niektórych programów niewykorzystujących Instalatora Windows nie powoduje utworzenia punktu)
- przed aktualizacją systemu przez Windows Update
- przed instalacją niepodpisanego sterownika
- po 24 godzinach (lub 10 godzinach w Windows Me) od utworzenia ostatniego punktu, o ile komputer nie jest w tym czasie używany (jeżeli jest używany, punkt zostanie utworzony po wykryciu jego bezczynności).

Niektóre programy, np. służące do czyszczenia rejestru, także mogą tworzyć punkty przed wykonaniem pewnych operacji.
Liczba punktów przywracania zależy od miejsca na dysku, jakie przeznaczy się na przywracanie systemu. Możliwe jest też całkowite wyłączenie przywracania systemu. Windows XP na przywracanie systemu maksymalnie jest w stanie poświęcić 12% całego rozmiaru dysku. System Windows Vista może poświęcić 15% miejsca na dysku. System Microsoft Windows 7 może teoretycznie przeznaczyć dowolną ilość miejsca na punkty przywracania – użytkownik może dowolnie skonfigurować maksymalne użycie miejsca we właściwościach systemu. W przypadku wykrycia małej ilości wolnego miejsca na dysku punkty przywracania są jednak kolejno (od najstarszego) automatycznie usuwane.
Niepotrzebne (z punktu widzenia systemu) instalacje innych programów mogą nie zostać przywrócone, bowiem nie mają one znaczenia dla systemu i tylko niektóre typy tych plików zostają przywrócone zamiast całego programu.